# Holoedría
La holoedría es el carácter de un mineral que tiene todos los elementos de simetría permitidos por su sistema cristalino, lo cual implica la existencia de, por lo menos, un centro de simetría.
El mejor ejemplo de holoedría es un cristal cúbico que tiene los siguientes elementos de simetría: tres ejes que pasan por el centro de las seis caras del cubo y, perpendicularmente a ellos, tres planos de simetría (que dividen al cubo en partes iguales); cuatro ejes que pasan por los vértices opuestos; seis ejes que pasan por la mitad de las aristas opuestas y, perpendicularmente a los cuales existen seis planos de simetría. Todos los ejes pasan por un mismo centro de simetría.